# Handbuch der sukkulenten Pflanzen
Handbuch der sukkulenten Pflanzen (abreviado Handb. Sukk. Pflanzen) es un libro con ilustraciones y descripciones botánicas que fue escrito por el botánico y algólogo alemán Hermann Johannes Heinrich Jacobsen. Fue publicado en Jena en 3 volúmenes en los años 1954-1955 con el nombre de Handbuch der sukkulenten Pflanzen: Beschreibung und Kultur der Sukkulenten mit Ausnahme der Cactaceae.